# Charles-Claude Genest
Charles-Claude Genest (Parigi, 17 ottobre 1639 – Parigi, 9 novembre 1719) è stato uno scrittore e drammaturgo francese.

## Biografia
Dopo un avventuroso viaggio che lo portò in India, soggiornò a Londra dove svolse l'attività di precettore di un nobile britannico, insegnò la lingua francese ed imparò i segreti dell'equitazione.
Al 1672 risalì il suo esordiò come poeta, con una lirica dedicata alla Guerra di Olanda.
Dopo una breve permanenza a Roma, rientrò a Parigi, dove divenne il precettore per conto di Mademoiselle de Blois.
A Parigi entrò a far parte di circoli letterari e a società come i Chevaliers de l'ordre de la Mouche à Miel, oltre a divenire uomo di corte, ricevuto dal duca e dalla duchessa du Maine, lodato sia per l'affabilità sia per la cultura.
Nel 1698 divenne membro dell’Accademia francese.
Durante la sua carriera letteraria si dedicò alla poesia, ai poemi didattici sulle prove dell'esistenza di Dio e sull'immortalità dell'anima, ai dialoghi morali, ai trattati filosofici,  alle satire, alle tragedie.
Proprio queste ultime risultarono il suo genere più riuscito, come dimostrarono le opere Zélonide, princesse de Sparte (1682), incentrata sulla descrizione delle qualità, dei vizi e delle virtù delle donne spartane; Pénélope (1684), che la critica giudicò elegante e rimase lungamente nel repertorio della Comédie-Française; Polymneste (1696); Joseph (1706), apprezzata per la sua immediatezza.
L'abate Pierre-Joseph Thoulier d'Olivet disse di lui: «Uomo senza educazione, senza fortuna, senza studio; ma che, con il suo buon senso, con i suoi talenti, con la sua buona condotta, raggiunse un rango distinto, e in lettere e nel mondo».

## Opere principali
- Ode de la science du salut, 1673 [4]
- Poésies à la louange du Roy, 1674 Testo on line;
- Zélonide, princesse de Sparte, 1684;
- Pénélope, ou le Retour d'Ulisse de la guerre de Troye pouvant servir de suite aux aventures de Télémaque, tragedia in cinque atti, rappresentata per la prima volta il 22 gennaio 1684 Testo on line;
- Épistre à M. D. L. B. sur son retour à la foi catholique, (de La Bastide), 1696 Testo on line;
- Dialogues entre Messieurs Patru et d'Ablancourt, sur les plaisirs, 1701;
- Dissertations sur la poésie pastorale, ou de l'Idylle et de l'églogue, 1707 [5];
- Joseph vendu par ses frères, tragédie en cinq actes et en vers tirée de l'Écriture-Sainte, 1711;
- Divertissements de Sceaux, 1712 [6];
- Principes de philosophie, ou Preuves naturelles de l'existence de Dieu et de l'immortalité de l'âme, 1716;
- Les Voyageurs, commedia in cinque atti, 1736.